# بالوگا (یوبیچسکا)
بالوگا (به صربی: Baluga) یک روستا در صربستان است که در چاچاک واقع شده‌است. بالوگا ۴٫۴۶ کیلومتر مربع مساحت و ۴۱۵ نفر جمعیت دارد و ۲۱۷ متر بالاتر از سطح دریا واقع شده‌است.